# Puente de la Noria
El puente de la Noria es un puente de transcendencia ubicado en Argentina, cruzando el llamado Río Matanza o Riachuelo. Constituye el vértice suroeste de la Ciudad de Buenos Aires.

## Ubicación geográfica y características

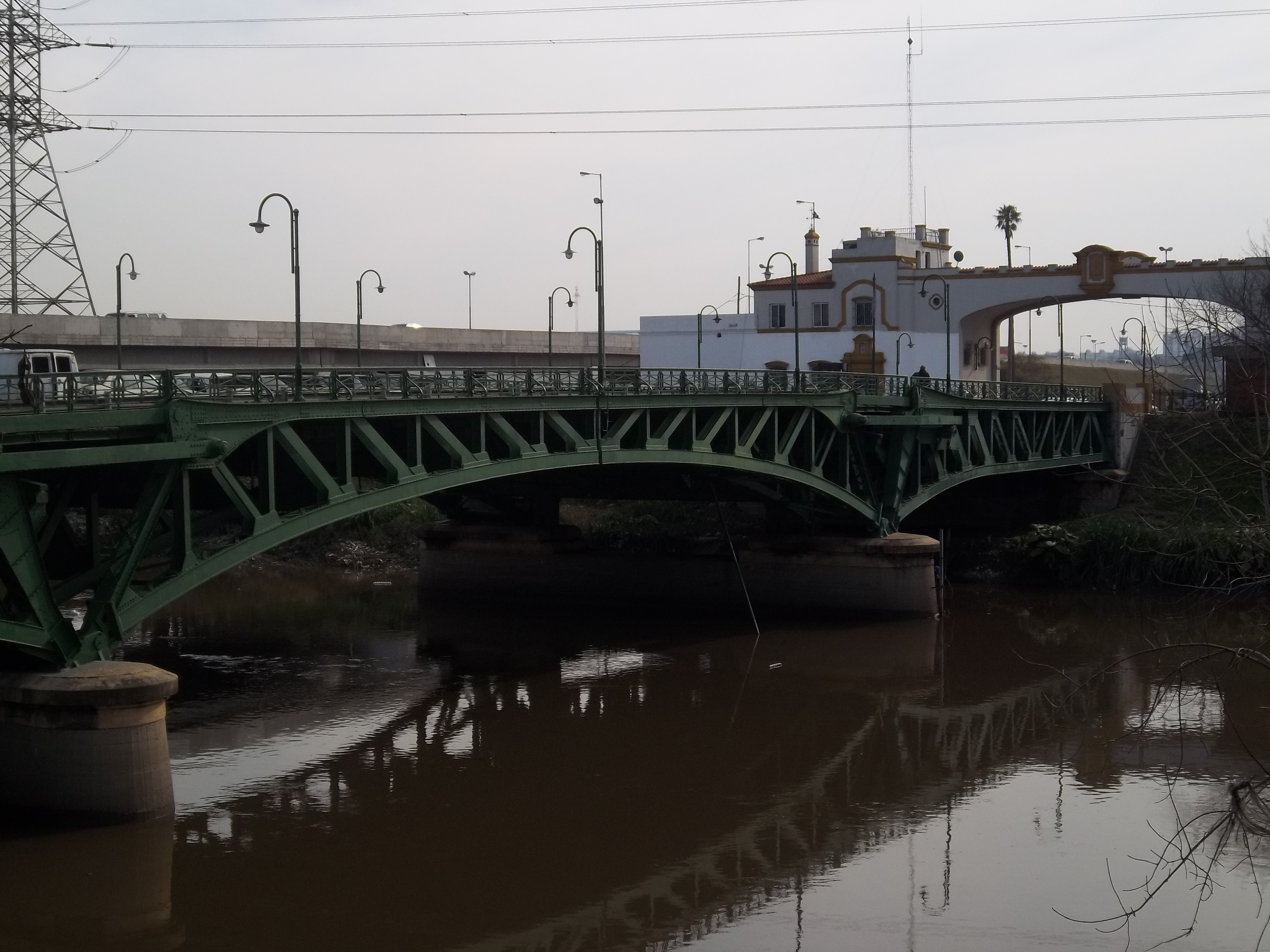
Viejo Puente de la Noria visto desde su cabecera sureste.

Se ubica en el extremo sur de la Ciudad de Buenos Aires, uniendo el límite de la capital con la Provincia de Buenos Aires, en la divisoria del Partido de Lomas de Zamora con el Partido de La Matanza.
A su vez divide el río que cruza, llamándose al noreste Riachuelo y al sudoeste Río Matanza. Une también la Avenida General Paz, que marca el límite de la Ciudad de Buenos Aires con el llamado Camino Negro, que es su continuación en la Provincia de Buenos Aires.
El viejo puente, que es un monumento histórico con tránsito vehicular, tiene las mismas características que el Puente Pueyrredón, que cruza el Riachuelo aguas abajo. Consta de dos tramos fijos de 25 m de luz y uno basculante de 38 m.

## Historia
En esa época, se lo conocía como Paso de Zamora y era un simple vado que permitía el cruce, ya que, según los baquianos de la zona, era el lugar más apropiado por su baja profundidad y su firme fondo de tosca. Durante la etapa del virreinato se lo conocía ta como «Paso de la noria».

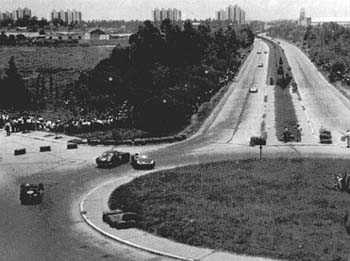
Antigua rotonda del Puente de la Noria, con la Avenida General Paz al fondo, durante la década del '50. Esta rotonda ya no existe, del lado de la Provincia existió hasta el año 2011 cuando se empezó a construir la nueva conexión entre la Autopista General Paz y Camino General Juan Domingo Peron. La foto corresponde a la edición 1958 de los 1000 km de la Ciudad de Buenos Aires. En 1954, 55, 56, 58 y 60, esta carrera incluyó un tramo que llegaba hasta el Puente.

Ubicaciones del Puente de la Noria incluyendo el antiguo puente ubicado en el cauce antiguo del Riachuelo. Se indican los años de habilitación de los distintos puentes.

A fines del siglo XIX había tres pasos por los que la gente vadeaba el Riachuelo en el extremo sur de la ciudad de Buenos Aires. Remontando el río estos eran el paso Chico, el de la Noria y el de las Piedras. El paso de la Noria se llamaba así por una noria de caballo que se encontraba junto al Riachuelo perteneciente a la chacra de Gregorio Rodríguez. En 1905 se construyó en dicho paso un puente con el objetivo de unir las haciendas y chacras que se ubicaban a ambos lados del Riachuelo, cuando aún parte del barrio Villa Riachuelo no pertenecía a la Capital Federal sino a la provincia. Su ubicación geográfica era 34°41′53″S 58°27′24″O / -34.69806, -58.45667 con orientación norte-sur, ya que el cauce del Riachuelo en esa zona del meandro era oeste-este. La cabecera sur del puente se encontraba cerca del camino Lomas de Zamora - Cañuelas, un camino de tierra que actualmente existe por partes, discurriendo por la zona de los bosques de Ezeiza. La cabecera norte del puente permitía un acceso directo al Mercado de Liniers, que comenzó a faenar animales en el año 1900.
La ex-Dirección General de Puentes y Caminos propuso sustituir el Puente Victorino de la Plaza por otro cuyo diseño estaba patentado por Atilio Ottanelli de esa repartición pública, que ya se había usado en el Puente Pueyrredón. Este tipo de puentes tiene tres tramos: dos fijos y uno central a dos básculas voladas. Posteriormente se proyectó ubicar este puente en reemplazo al Puente Alsina que estaba muy deteriorado, abandonándose esa idea por no reunir las características adecuadas a las necesidades del tránsito en esa zona. Finalmente, la Dirección General de Obras y Estudios del Riachuelo dispuso la ubicación de la estructura en el km 15,096 del canal en correspondencia con la Avenida General Paz. De esa manera este puente se ubicaba a 850 metros al sudoeste del anterior.
Las excavaciones para la cimentación de estribos y pilares empezaron a principios de 1935. La obra, realizada por la Dirección Nacional de Vialidad, se concluyó en el año 1944. El ingeniero a cargo fue José C Álvarez. Luego de la terminación de este puente, las obras de rectificación del Riachuelo continuaron con la demolición del puente anterior y el relleno del cauce antiguo con material de dragado proveniente del Río de la Plata. El intendente municipal inauguró en 1952 el autódromo conocido actualmente como Autódromo Oscar y Juan Gálvez en estos terrenos.
En 1975 el piso de madera fue reemplazado por perfiles metálicos soldados sobre los parantes de hierro.
Junto con el ensanche de la Avenida General Paz de dos a tres carriles por sentido de circulación, la empresa concesionaria construyó un segundo puente de tres carriles al lado del original, para el tránsito que entra a la Ciudad de Buenos Aires. Esta obra fue inaugurada el 7 de diciembre de 2000: un puente de 180 m de longitud y tres carriles de circulación sobre el Río Matanza para reemplazar completamente el viejo puente. El 18 de noviembre de 2003 comenzó la construcción de una autopista de dos carriles por sentido de circulación con una extensión de 7,6 km entre el Puente de la Noria y Lomas de Zamora, la obra del lado de la provincia de Buenos Aires para garantizar la conectividad,
Se produjo la transformación de la antigua rotonda en un gran distribuidor entre el puente que viene de la Avenida General Paz, la Avenida 27 de Febrero, el camino de ribera, el Camino Negro y la Terminal de Ómnibus. Ese proyecto comenzó en mayo de 2013, quedó inaugurado el viaducto el 2 de octubre de 2017. La obra incluyó mejoras en el entorno urbano con nueva señalización, mejor iluminación y acceso, dos calzadas para cada uno de los dos carriles, y sus respectivas banquinas.

## Información técnica
La información técnica del puente sin tránsito es:
- Luz total entre ejes de estribos: 88,088 m.
- Dos tramos fijos laterales, cada uno con una luz de 25,044 m.
- Un tramo central con una luz de 38,00 m.
- Ancho de calzada: 12,00 m.
- Dos veredas laterales de 2,67 m cada una.
- Cota central del pavimento: 8,50 m.
- Cota parte inferior de la viga principal sobre el eje del canal: 7,165 m.
- Estructura metálica a tablero superior.
- Pilares y estribos de hormigón armado fundado sobre pilotes del mismo material.